# Wilfried II. (Barcelona)

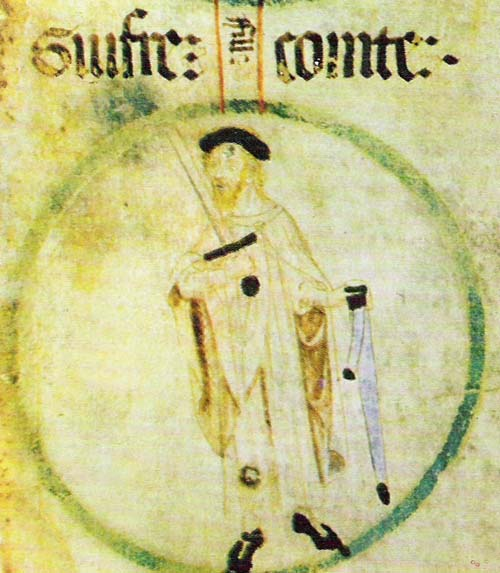
Darstellung des „Grafen Guifre“ in einer katalanischen Handschrift um 1400.

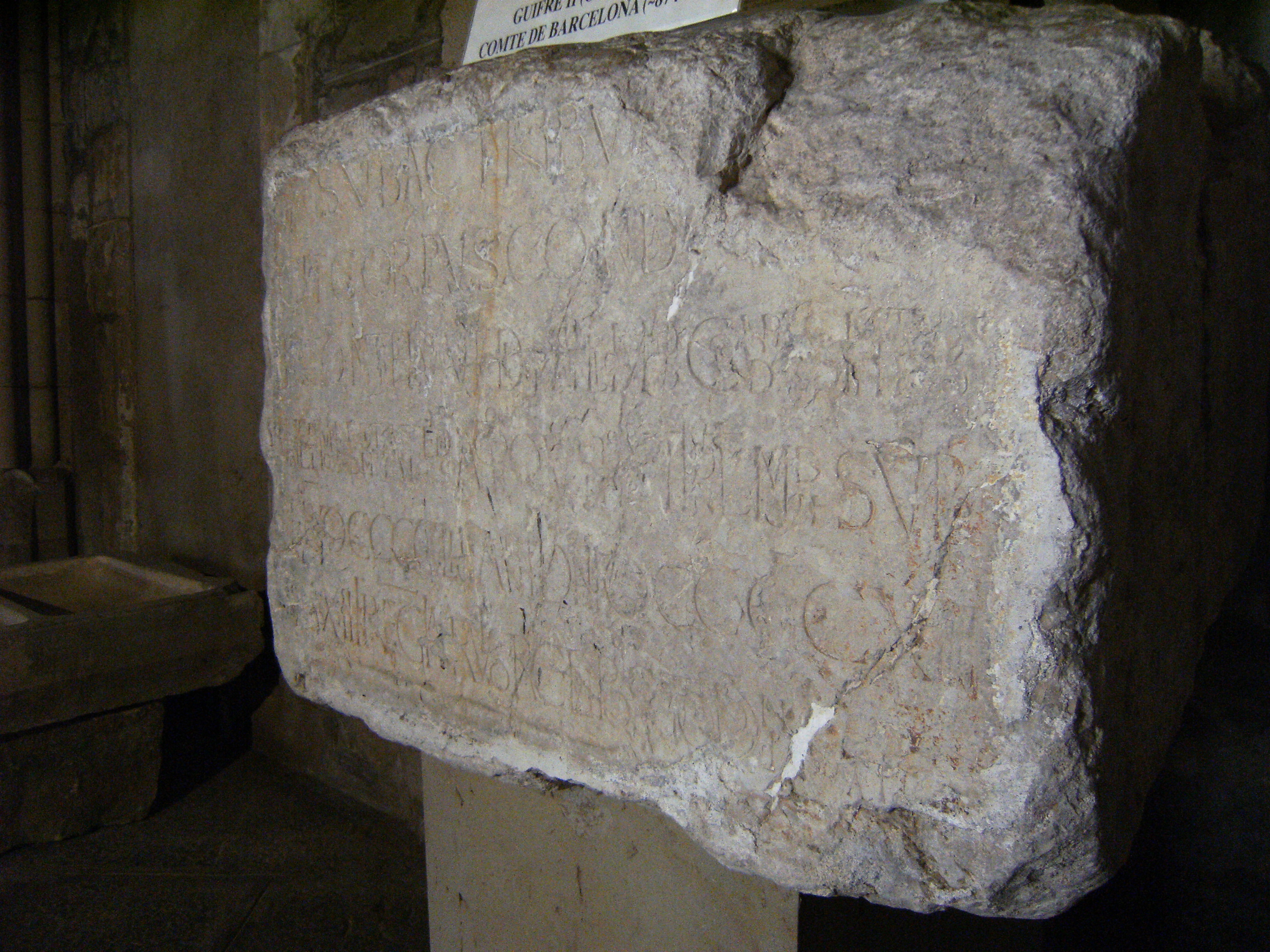
Der Grabstein zu Grab Wilfried Borrells in Sant Pau del Camp.

Wilfried II. Borrell I. (katalanisch Guifré Borrell, spanisch Wifredo Borrell; † 26. April 911) war ein Graf von Barcelona, Girona und Osona aus dem Haus Barcelona. Er war einer der Söhne des Dynastiegründers Wilfried dem Haarigen und der Guinedilda.

## Leben
Da sein älterer Bruder Radulf eine klerikale Laufbahn eingeschlagen hatte, war Wilfried, der auch Borrell genannt wurde, der Haupterbe seines Vaters und beerbte diesen in den wichtigsten Herrschaftszentren in Barcelona, Girona und Osona. Allerdings musste er sich die Herrschaft offenbar mit seinem Bruder Sunyer teilen. Die beiden anderen Brüder Miró und Sunifred wurden mit peripheren Territorien ausgestattet. Als Senior der Familie führte Wilfried Borrell neben dem Titel eines Grafen (comes) auch den des Markgrafen (marchio), der ihn als Lehnsherrn in der alten spanischen Mark auswies und seinen Vorrang gegenüber den Brüdern unterstrich.
Seine Ehefrau, die er noch von dem Jahr 898 geheiratet hatte, hieß Gersende und war vermutlich eine Tochter des Grafen Odo von Toulouse und der Gersende von Albi. Das Paar hatte eine Tochter, Richilda (Riquilda, † 962), die 933 Vizegraf Odo I. von Narbonne heiratete. Der in den Jahren 911 und 913 als Sohn eines Grafen Wilfried genannte Radulf war, sofern damit nicht Wilfrieds älterer Bruder gemeint ist, möglicherweise ein Sohn Wilfried Borrells.
Wilfried Borrell zog 899 an den westfränkischen Königshof in Tours-sur-Marne, wo ihm König Karl III. der Einfältige den Besitz der pagi von Osona und Manresa schriftlich bestätigte. Wahrscheinlich hatte er dem König zuvor den Lehnseid geleistet. Er war der letzte Graf von Barcelona, dessen persönliche Anwesenheit am fränkischen Königshof dokumentiert ist. Einige Jahre später sollte sein Neffe Wilfried II. von Besalú 952 auch der letzte katalanische Graf überhaupt sein, der den Königshof besuchte, was die zunehmende Verselbstständigung der katalanischen Grafschaften seit dem frühen 10. Jahrhundert veranschaulicht.
Wilfried Borrell starb 911 und wurde in der von ihm gegründeten Klosterkirche Sant Pau del Camp in Barcelona bestattet. Den im späten 12. Jahrhundert begonnenen und von legendarischen Erzählungen durchzogenen Berichten über die Taten der Grafen Barcelonas zufolge soll er von seinem eigenen Kind vergiftet worden sein. Nach seinem Tod übernahm sein Bruder Sunyer die Alleinherrschaft.

## Weblink
- COMTES de BARCELONA bei Foundation for Medieval Genealogy.ac

| Vorgänger               | Amt                                                  | Nachfolger |
| ----------------------- | ---------------------------------------------------- | ---------- |
| Wilfried I. der Haarige | Graf von Barcelona Graf von Girona und Osona 897–911 | Sunyer     |

| Personendaten    | Personendaten                         |
| ---------------- | ------------------------------------- |
| NAME             | Wilfried II.                          |
| ALTERNATIVNAMEN  | Borrell I.                            |
| KURZBESCHREIBUNG | Graf von Barcelona, Girona und Ausona |
| GEBURTSDATUM     | 9. Jahrhundert                        |
| STERBEDATUM      | 26. April 911                         |